# میشل کیگان
میشل کیگان (انگلیسی: Michelle Keegan؛ زادهٔ ۳ ژوئن ۱۹۸۷) هنرپیشه اهل بریتانیا است.